# 에두아르두 히에데우

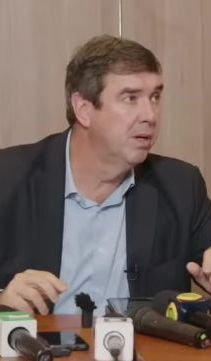

에두아르두 코헤아 히에데우(포르투갈어: Eduardo Corrêa Riedel, 1969년 7월 5일 ~ )는 브라질의 정치인, 기업인이다. 소속 정당은 브라질 사회민주당이다. 2022년 2월 22일부터 2023년 1월 1일까지 마투그로수두술주 정부의 기반 시설 담당 국장을 역임했다. 2022년 브라질 지방 선거에서 마투그로수두술주지사 후보로 출마하여 당선되었다.

## 경력
에두아르두 히에데우는 1969년 7월 5일에 브라질 리우데자네이루에서 네우송 히에데우와 세일라 가르시아 코헤아 부부의 아들로 태어났다. 1995년에는 마투그로수두술주 마라카주에 있는 가족의 시골 재산 관리를 맡았고 관리 경험을 쌓았다. 이후 그는 경영 관련 직책을 맡았다.
2012년부터 2014년까지 파마술의 사장을 역임했다. 2015년부터 2021년까지 헤이나우두 아잠부자가 주지사를 맡은 마투그로수두술주 정부에서 전략 관리를 위한 사무국장을 맡았다.
2020년에 일어난 코로나19 범유행 동안에 마투그로수두술주 정부는 범아메리카 보건 기구의 지원을 받아 데이터와 지표를 사회에 알리는 것은 물론 코로나19의 영향을 해결하기 위한 보다 효율적인 조치를 개발하는 것을 목표로 하는 경제 보건 안전 프로그램을 만들었다. 이 프로젝트를 조정하고 관리하기 위해 헤이나우두 아잠부자 주지사는 2021년 7월에 에두아르두 히에데우를 경제를 위한 보건 안전 프로그램 운영 위원회의 위원장으로 임명했다.

## 주지사 후보
2022년에 실시된 마투그로수두술주 지방 선거에서 바르보시냐와 함께 주지사 선거에 출마했다. 2022년 10월 2일에 열린 1차 투표에서 361,981표(25.16%)를 얻어 헤낭 콘타르 후보와 함께 결선 투표에 진출했다. 2022년 10월 30일에 열린 결선 투표에서 808,210표(56.90%)를 기록하여 주지사에 당선되었다. 헤낭 콘타르 후보는 612,113표(43.10%)를 기록했다.
그의 주지사 취임식은 2023년 1월 1일에 있을 예정이다.

## 개인 생활
1994년에 모니카 모라이스와 결혼하여 두 자녀(마르셀라, 하파에우)를 두었다.